# Grusse
Grusse és un municipi francès situat al departament del Jura i a la regió de Borgonya - Franc Comtat. L'any 2007 tenia 189 habitants.

## Demografia

### Població
El 2007 la població de fet de Grusse era de 189 persones. Hi havia 83 famílies de les quals 25 eren unipersonals (17 homes vivint sols i 8 dones vivint soles), 25 parelles sense fills, 29 parelles amb fills i 4 famílies monoparentals amb fills.
La població ha evolucionat segons el següent gràfic:
Habitants censats

### Habitatges
El 2007 hi havia 96 habitatges, 77 eren l'habitatge principal de la família, 17 eren segones residències i 1 estava desocupat. 91 eren cases i 3 eren apartaments. Dels 77 habitatges principals, 68 estaven ocupats pels seus propietaris, 7 estaven llogats i ocupats pels llogaters i 2 estaven cedits a títol gratuït; 7 tenien dues cambres, 8 en tenien tres, 23 en tenien quatre i 39 en tenien cinc o més. 67 habitatges disposaven pel capbaix d'una plaça de pàrquing. A 29 habitatges hi havia un automòbil i a 38 n'hi havia dos o més.

### Piràmide de població
La piràmide de població per edats i sexe el 2009 era:
| Homes | Edats   | Dones |
| ----- | ------- | ----- |
| 0     | 95 o +  | 0     |
| 0     | 90 a 94 | 0     |
| 4     | 85 a 89 | 4     |
| 0     | 80 a 84 | 0     |
| 0     | 75 a 79 | 0     |
| 4     | 70 a 74 | 12    |
| 4     | 65 a 69 | 4     |
| 0     | 60 a 64 | 0     |
| 4     | 55 a 59 | 0     |
| 0     | 50 a 54 | 4     |
| 8     | 45 a 49 | 4     |
| 8     | 40 a 44 | 0     |
| 8     | 35 a 39 | 16    |
| 16    | 30 a 34 | 8     |
| 0     | 25 a 29 | 0     |
| 0     | 20 a 24 | 0     |
| 0     | 15 a 19 | 4     |
| 12    | 10 a 14 | 12    |
| 4     | 5 a 9   | 8     |
| 4     | 0 a 4   | 4     |

## Economia
El 2007 la població en edat de treballar era de 118 persones, 98 eren actives i 20 eren inactives. De les 98 persones actives 89 estaven ocupades (43 homes i 46 dones) i 9 estaven aturades (6 homes i 3 dones). De les 20 persones inactives 8 estaven jubilades, 8 estaven estudiant i 4 estaven classificades com a «altres inactius».

### Ingressos
El 2009 a Grusse hi havia 78 unitats fiscals que integraven 206 persones, la mediana anual d'ingressos fiscals per persona era de 17.473 €.

### Activitats econòmiques
Dels 9 establiments que hi havia el 2007, 1 era d'una empresa de fabricació d'altres productes industrials, 1 d'una empresa de construcció, 2 d'empreses de comerç i reparació d'automòbils, 1 d'una empresa de transport, 1 d'una empresa de serveis i 3 d'empreses classificades com a «altres activitats de serveis».
Dels 2 establiments de servei als particulars que hi havia el 2009, 1 era un electricista i 1 perruqueria.
L'únic establiment comercial que hi havia el 2009 era una perfumeria.
L'any 2000 a Grusse hi havia 10 explotacions agrícoles que ocupaven un total de 44 hectàrees.

## Poblacions més properes
El següent diagrama mostra les poblacions més properes.